# SuperSport Rugby Challenge
Die SuperSport Rugby Challenge, bis 2015 Vodacom Cup, ist ein jährlich (außer 2016, 2020 und 2021), ausgetragenes Turnier im Rugby. Es findet zwischen April und Juli (bis 2016 zwischen Februar und Mai) in Südafrika statt und ist nach dem Currie Cup und Super Rugby der bedeutendsten Rugby-Wettbewerb des Landes. Ursprünglich war es als Entwicklungsturnier für die Super 14 geplant und erfüllt auch heute noch diese Aufgabe. Der Wettbewerb war bis 2015 nach dem Sponsor Vodacom und ist seit 2017 nach dem neuen Sponsor SuperSport, einem südafrikanischen Fernsehsender, benannt. Der Wettbewerb wird seit 2005 in zwei regionalen Ligen ausgetragen (2005 Sektion X und Y, seit 2007 Nord und Süd).
Seit 2010 nehmen zusätzliche, ausländische Mannschaften teil. Es handelt sich um die Welwitschia, die Auswahlmannschaft Namibias sowie zeitweilig um die Pampas XV, eine Mannschaft aus Argentinien. 2014 nahm zudem die Nationalmannschaft Kenias unter dem Namen Simba XV teil, 2019 mit der Zimbabwe Academy eine Auswahlmannschaft aus Simbabwe.
Alle Spiele mit Ausnahme der Heimspiele der Welwitschias finden in Südafrika statt.

## Bisherige Turniere
(Anzahl Turniersiege in Klammern)
| 1998 Details | Kimberley     | Griqualand West (1)             | 57:0  | Golden Lions                   | SWD Eagles               | Natal Wildebeest               |
| 1999 Details | Johannesburg  | Golden Lions (1)                | 73:7  | Griqualand West                | Boland                   | Natal Wildebeest               |
| 2000 Details | Bloemfontein  | Free State Cheetahs (1)         | 44:24 | Griqualand West                | Falcons                  | Western Province               |
| 2001 Details | Pretoria      | Blue Bulls (1)                  | 42:24 | Boland Cavaliers               | Griqualand West          | Free State Cheetahs            |
| 2002 Details | Johannesburg  | Golden Lions (2)                | 54:38 | Blue Bulls                     | Boland Cavaliers         | Falcons                        |
| 2003 Details | East London   | Golden Lions (3)                | 26:17 | Blue Bulls                     | Impala Leopards          | Free State Cheetahs            |
| 2004 Details | Johannesburg  | Golden Lions (4)                | 35:16 | Blue Bulls                     | Falcons                  | Free State Cheetahs            |
| 2005 Details | Kimberley     | Impala Leopards (Sektion Y) (1) | 27:25 | Wideklawer Griquas (Sektion Y) | Blue Bulls (Sektion X)   | Boland Cavaliers (Sektion X)   |
| 2006 Details | Brakpan       | Falcons (1)                     | 25:17 | Wildebeest                     | Blue Bulls               | Lions                          |
| 2007 Details | Kimberley     | Wideklawer Griquas (Norden) (2) | 33:29 | Blue Bulls (Norden)            | Western Province (Süden) | Free State (Süden)             |
| 2008 Details | Pretoria      | Blue Bulls (Norden) (2)         | 25:21 | Free State (Süden)             | Western Province (Süden) | Wideklawer Griquas (Norden)    |
| 2009 Details | Pretoria      | Wideklawer Griquas (Norden) (3) | 28:19 | Blue Bulls (Norden)            | Sharks (Süden)           | Eagles (Süden)                 |
| 2010 Details | Pretoria      | Blue Bulls (Norden) (3)         | 31:29 | Free State (Süden)             | Cavaliers (Süden)        | Sharks (Süden)                 |
| 2011 Details | Potchefstroom | Pampas XV (Süden) (1)           | 14:9  | Blue Bulls (Norden)            | Sharks (Süden)           | GWK Griquas (Norden)           |
| 2012 Details | Kimberley     | Western Province (Süden) (1)    | 20:18 | GWK Griquas (Norden)           | Blue Bulls (Norden)      | Pumas (Norden)                 |
| 2013 Details | Nelspruit     | Golden Lions (Norden) (5)       | 42:28 | Pumas (Norden)                 | Western Province (Süden) | Eastern Province Kings (Süden) |
| 2014 Details | Nelspruit     | Griquas (Norden) (4)            | 30:6  | Golden Lions (Norden)          | Pumas (Norden)           | Blue Bulls (Norden)            |
| 2015 Details | Kapstadt      | Pumas (Norden) (1)              | 24:7  | Western Province (Süden)       | Golden Lions (Norden)    | Blue Bulls (Norden)            |
| 2017 Details | Parow         | Western Province (Süden) (2)    | 28:19 | Griquas (Norden)               | Blue Bulls (Norden)      | Golden Lions (Norden)          |
| 2018 Details | Oudtshoorn    | Pumas (Norden) (2)              | 32:30 | Griquas (Norden)               | Sharks (Süden)           | Free State (Süden)             |
| 2019 Details | Saldanha Bay  | Griquas (Norden) (5)            | 32:30 | Pumas (Norden)                 | Western Province (Süden) | Boland Cavaliers (Süden)       |